# Emiliano Zapata Misantla
Emiliano Zapata Misantla är en ort i Mexiko.   Den ligger i kommunen Las Choapas och delstaten Veracruz, i den sydöstra delen av landet, 600 km öster om huvudstaden Mexico City. Emiliano Zapata Misantla ligger 39 meter över havet och antalet invånare är 174.
Terrängen runt Emiliano Zapata Misantla är platt åt nordväst, men åt sydost är den kuperad. Runt Emiliano Zapata Misantla är det ganska glesbefolkat, med 29 invånare per kvadratkilometer. Närmaste större samhälle är Nueva Tabasqueña, 13,2 km nordost om Emiliano Zapata Misantla. Omgivningarna runt Emiliano Zapata Misantla är en mosaik av jordbruksmark och naturlig växtlighet.